# کلیر اسمیت
کلیر اسمیت (انگلیسی: Clare Smyth؛ زادهٔ ۲۸ نوامبر ۱۹۷۸) سرآشپز، رستوران‌دار و کارآفرین اهل ایرلند شمالی است. او سرآشپز ارشد رستوران سه ستاره «کُر با کلیر اسمیت» است که در سال ۲۰۱۷ افتتاح شد. وی پیش‌تر از سال ۲۰۱۲ تا ۲۰۱۶ سرآشپز ارشد رستوران گوردون رمزی بود و در سال ۲۰۱۳ به‌عنوان «سرآشپز سال» برگزیده شد و سپس در سال ۲۰۱۵ از راهنمای غذای خوب نمرهٔ کامل ۱۰ از ۱۰ را دریافت کرد. غذای مراسم ازدواج شاهزاده هری و مگان مارکل را او تهیه کرد. در سال ۲۰۱۷، اسمیت نخستین رستوران خود را به نام «کُر» در لندن افتتاح کرد که در سال ۲۰۲۱ سه ستاره میشلن دریافت کرد و بدین ترتیب او نخستین زنی از ایرلند شمالی شد که رستورانی با سه ستاره میشلین دارد.
وی همچنین برندهٔ جوایزی همچون نشان امپراتوری بریتانیا شده‌است.